# Gabriel Gifford
Pour les articles homonymes, voir Gifford.
Gabriel Gifford (connu sous le nom de « Gabriel de Sainte-Marie »), nommé William Gifford de naissance (1554 – 11 avril 1629) était un ecclésiaste catholique anglais de l'ordre des bénédictins qui fut archevêque de Reims.

## Vie
Il nait dans le Hampshire, fils de John Gifford, écuyer, de Weston-under-Edge, Gloucestershire, et d'Elizabeth, fil de Sir George Throckmorton, Chevalier, de Coughton, Warwickshire. Il fit sa scolarité à Oxford à partir de 1569, où il se vit confié aux soins de John Bridgewater président du Lincoln College qui était un catholique assidu. Gifford resta à Oxford pendant près de quatre ans, années qu'il passa dans un pensionnat tenu par le physicien catholique Etheridge, où il fut puni pour refus d'obéissance.
Après cette période, Gifford, accompagné de son tuteur, séjourna dans l'Université catholique de Louvain, où il poursuivit ses études, et obtint un diplôme en art. Après avoir également obtenu son baccalauréat en théologie, en accomplissement des quatre années sous l'apprentissage du Cardinal Robert Bellarmin, Gifford est obligé de quitter Louvain à cause des perturbations aux Pays-Bas.
Il poursuivit ses études ecclésiastiques à Paris, à Reims, qu'il visita en 1577 sur l'invitation de William Allen, ainsi qu'à Rome au Collège anglais de Rome où il fut admis le 15 septembre 1579 Ayant été ordonné prêtre en mars 1585, il fut rappelé à Reims par Allen en tant que professeur de théologie au collège anglais.
Le diplôme de Docteur en Divinité lui a été attribué en décembre 1584, à Pont-à-Mousson en Lorraine, après quoi, de retour à Reims, Gifford enseigna la théologie par intermittence pendant presque douze ans.
Gifford accompagna Allen à Rome lorsque celui-ci fut fait cardinal, en tant que son aumônier, et on raconte que pendant cette visite, il résida un temps dans la demeure de Charles Borromée, archevêque de Milan. C'est à cette époque (1597) que Gifford  se vit confier la collégiale Saint-Pierre de Lille, place que le pape Clément VIII lui aurait donné à l'instance, dit-on de Charles Borromée. Il garda cette place pendant près de dix ans, et après qu'il se fut retiré de Lille (1606), fut fait « rector magnificus » de l'Université de Reims, En 1608, Gifford, qui avait toujours tenu les Bénédictins en grande estime, et partageait de nombreux liens avec eux, prit l'habit de l'ordre et devint prieur à Dieulouard.
En 1611 frère Gabriel de Sainte-Marie, nom sous lequel Gifford était connu en religion, partit en Angleterre ou il posa les bases d'une petite communauté de son ordre à Saint-Malo. Il fut reçu avec bienfaisance par l'évêque. Il fut l'un des neuf « définiteurs » choisis en 1617 pour arranger les termes de l’union entre les congrégations bénédictines d'Angleterre, province dans laquelle il avait été élu premier président en mai de la même année. En 1618, Gifford fut consacré évêque coadjuteur du cardinal Louis III, Cardinal de Guise, archevêque de Reims, avec le titre de Episcopus Archidaliæ (évêque d'Archidal). À la mort de Guise, il succéda à l'archevêché, devenant par la même occasion duc de Reims et premier pair de France.

## Travaux
Avant sa mort en 1629, il avait acquis une grande réputation en tant que prêcheur. Ses écrits contiennent :
- Oratio Funebris in exequiis venerabilis viri domini Maxæmiliani Manare præpositi ecclesiæ D. Petri oppidi Insulensis (Douai, 1598) ;
- Orationes diversæ (Douai) ;
- Calvino-Turcismus, etc. (Antwerp, 1597 and 1603).

Les travaux plus tardifs, furent commencés par Dr Reynolds, et complétés puis édités par Clifford. Il traduisit du français Fronto-Ducæus, S.J., The Inventory of Errors, Contradictions, and false Citations of Philip Mornay, Lord of Plessis and Mornay. Il écrivit également, à la requête du duc de Guise, un traité en faveur de la Ligue.
Les Sermones Adventuales (Reims, 1625) furent des traces en latin des discours que Clifford prononça à l'origine en France. Il assista Dr Anthony Champney dans son Traité des ordres protestants (Douai, 1616) ; les autres écrits de Clifford furent détruits dans l'incendie du monastère de Dieulouard en 1717.